# Micatocomus petalacmoides
Micatocomus petalacmoides là một loài bọ cánh cứng trong họ Cerambycidae.